# Associazione Calcio Vicenza 1945-1946
Questa voce raccoglie le informazioni riguardanti la Associazione Calcio Vicenza nelle competizioni ufficiali della stagione 1945-1946.

## Stagione
Per la Divisione Nazionale 1945-1946 fu incluso nel campionato Alta Italia. Il club chiuse all'11º posto.

## Rosa
| N. |                   | Ruolo | Calciatore          |
| -- | ----------------- | ----- | ------------------- |
|    | Italia (bandiera) | P     | Giuseppe Romano     |
|    | Italia (bandiera) | D     | Walter De Boni      |
|    | Italia (bandiera) | D     | Valentino Foscarini |
|    | Italia (bandiera) | C     | Luigi Chiodi        |
|    | Italia (bandiera) | C     | Osvaldo Fattori     |
|    | Italia (bandiera) | C     | Paolo Giammarco     |
|    | Italia (bandiera) | C     | Gianmarco Mezzadri  |
|    | Italia (bandiera) | A     | Adriano Bassetto    |
|    | Italia (bandiera) | A     | Bruno Camolese      |

| N. |                   | Ruolo | Calciatore            |
| -- | ----------------- | ----- | --------------------- |
|    | Italia (bandiera) | A     | Cino Carta (II)       |
|    | Italia (bandiera) | A     | Ivan Centofanti       |
|    | Italia (bandiera) | A     | Alberto Marchetti (I) |
|    | Italia (bandiera) | A     | Bruno Quaresima       |
|    | Italia (bandiera) | A     | Piero Suppi           |
|    | Italia (bandiera) | A     | Silvano Tescari       |
|    | Italia (bandiera) | A     | Antonio Zambonato     |
|    | Italia (bandiera) | A     | Giovanni Zanollo      |

## Statistiche

### Statistiche di squadra
| Competizione                      | Punti | Totale | Totale | Totale | Totale | Totale | Totale |
| Competizione                      | Punti | G      | V      | N      | P      | Gf     | Gs     |
| --------------------------------- | ----- | ------ | ------ | ------ | ------ | ------ | ------ |
| Divisione Nazionale - Alta Italia | 20    | 26     | 8      | 4      | 14     | 28     | 38     |
| Totale                            | 20    | 26     | 8      | 4      | 14     | 28     | 38     |